# Pedro Bernardo
Pedro Bernardo település Spanyolországban, Ávila tartományban. Pedro Bernardo Almendral de la Cañada, Mombeltrán, San Esteban del Valle, Serranillos, Gavilanes, Lanzahíta, Buenaventura és Navamorcuende községekkel határos. Lakosainak száma 758 fő (2024).

## Népesség
A település népessége az utóbbi években az alábbiak szerint változott:
| Lakosok száma | 1247 | 1204 | 1136 | 1017 | 1006 | 927  | 892  | 817  | 807  | 758  |
|               | 2001 | 2004 | 2006 | 2009 | 2011 | 2014 | 2016 | 2019 | 2021 | 2024 |